# Ewan Stewart
Andrew Ewan Stewart (Glasgow, 26 agosto 1957) è un attore scozzese.

## Biografia
Figlio di Sheila e del cantante Andy Stewart, suo padre morì d'infarto nel 1993.
Attivo nel cinema, nella televisione e nel teatro dalla fine degli anni settanta, ha recitato in decine di film e serie TV.
Il film più importante nel quale ha lavorato è stato Titanic (1997) di James Cameron, dove ha interpretato la parte del primo ufficiale William McMaster Murdoch.
Ha prestato la propria voce per il videogioco Heavenly Sword.

## Filmografia parziale
- Chi osa vince (Who Dares Wins) (1982)
- Not Quite Jerusalem (Not Quite Paradise) (1986)
- Il cuoco, il ladro, sua moglie e l'amante (The Cook, the Thief, His Wife and Her Lover) (1989)
- Delitti e segreti (Kafka) (1991)
- Rob Roy (1995)
- Titanic, regia di James Cameron (1997)
- Sporco segreto (The Big Brass Ring) (1999)
- Conspiracy - Soluzione finale (Conspiracy) (2001)
- Young Adam (2003)
- Strategia del terrore (Dirty War) (2004)
- Closure - Vendetta a due (Straightheads) (2007)
- Valhalla Rising - Regno di sangue (Valhalla Rising) (2009)